# Фрёкьер-Йенсен, Мадс
Мадс Фрёкьер-Йенсен (дат. Mads Frøkjær-Jensen; род. 29 июля 1999, Видовре, Копенгаген) — датский футболист, полузащитник клуба «Престон Норт Энд».

## Клубная карьера
Фрёкьер-Йенсен — воспитанник клуба «Оденсе». 14 апреля 2019 года в матче против «Мидтьюлланна» он дебютировал в датской Суперлиги. 6 октября в поединке против «Хорсенс» Мадс забил свой первый гол за «Оденсе». Летом 2023 года Фрёкьер-Йенсен перешёл в английский «Престон Норт Энд».